# Lloll Bertran
Maria Dolors Bertran i Díaz, född 26 augusti 1957 i Igualada (Katalonien, Spanien) och mer känd som Lloll Bertran, är en katalansk skådespelare och sångerska. Hon är bland annat känd för sitt arbete för sin medverkan i olika program för katalanska TV-kanalen TV3.

## Biografi
Lloll Bertran arbetade tidigt på en sparkassa i hemorten Igualada. Hon delade även sin tid med studier åren 1981–1984 vid Barcelonas Institut del Teatre, där hon kom att ta scenskoleexamen.
Därefter tog hon tjänstledigt från sitt bankarbete för arbete som skådespelare, där hon under 1980-talet syntes i uppsättningar av L'auca del senyor Esteve (efter Santiago Rusiñols roman), Cyrano de Bergerac, Putiferi, El dret d'escollir, Lorenzaccio och Misantropen. Hon fick en fast plats i Josep Maria Flotats Barcelonabaserade teaterensemble och har i teatersammanhang främst verkat i komiska roller.
Samtidigt blev Bertran en flitig medverkande i olika katalanska TV-program, inklusive Blanc o negre, av Salvador Alsius, Tres estrelles av Tricicle och TV-serien Crònica negra av Ricard Reguant. Hon deltog i filmproduktioner som Sinatra (1987) av Francesc Betriu, Gaudí (1989) av Manuel Huerga, És quan dormo que hi veig clar (1989) av Jordi Cadena, Massa vell per a morir jove (1989) av Isabel Coixet och Els àngels (1989) av Jacob Berger. För Catalunya Ràdio spelade hon rollen som den anonyma kvinnan Roser.
Senare deltog hon i TV-filmer som El misàntrop (1991), Bon any (… i ara, què) (1993) och Això s'acaba (1999), liksom i TV-serier som El joc del segle (1991–1992), Quico (1993) och Cosas que importan (2000). 2008 spelade hon rollen som rollfiguren Juan Antonios väninna i Woody Allens Vicky Cristina Barcelona.
En av Lloll Bertrans mest kända, återkommande gestaltningar är den som Vanessa för katalanska TV3. Rollfiguren, som första gången dök upp på 1990-talet, är en översvallande och en smula tanklös reklampresentatris. Figuren har återanvänts ett stort antal gånger, inklusive 2016 i satirprogrammet Polònia.
Från 1990-talet gavs Lloll Bertran möjligheten att leda egna underhållningsprogram i TV. Dessa har haft titlar som La Lloll (1993–1996 och 2003) och La Lloll: Un xou ben viu (1996). Åren 2002–2006 ledde hon veckoprogrammet Quin món de mones.
Bland de utmärkelser som Lloll Bertran fått motta finns 2008/2009 års Premi Memorial Margarida Xirgu, för sina insatser i El show de la Lloll. 25 anys.

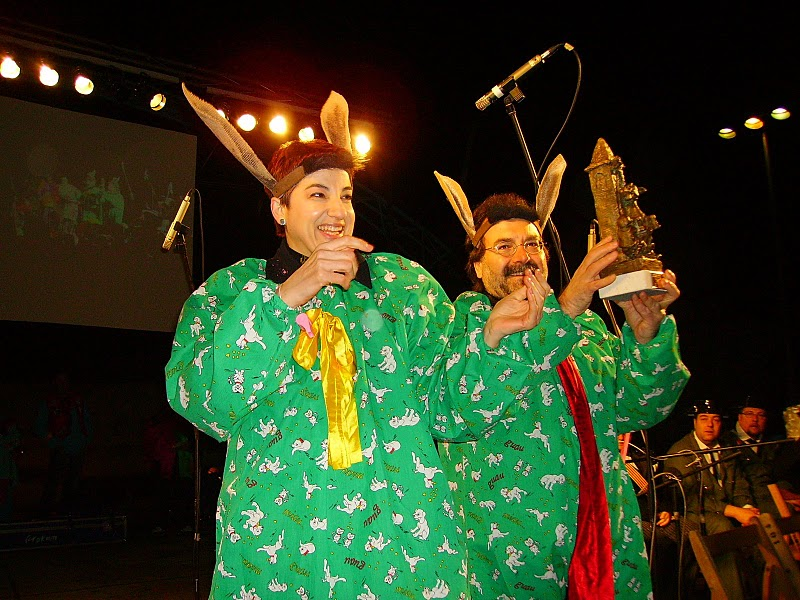
Lloll Bertran och Celdoni Fonoll på 2007 års karneval i Solsona.

### Privatliv
Lloll Bertran är gift med Celdoni Fonoll, sångare och poet född i Calaf.

## Produktioner

### Teater
- L'auca del senyor Esteve (1984)
- Cyrano de Bergerac (1984-1986)
- El dret d'escollir (1987-1988)
- El misantrop (1989)
- Cal dir-ho? (1994)
- Àngels a Amèrica (1996)
- Un dels últims vespres de Carnaval (1990-1991)
- La Lloll, un xou ben viu (1992-1993)
- Pigmalió (1997-1998)
- Tot Lloll (2001)
- Ronda de mort a Sinera (2002)
- La verbena de la Paloma (2004)
- Ocells i cançons... i altres diversions (2004)
- Òscar, una maleta, dues maletes, tres maletes (2007)
- El joc dels idiotes (2008)
- El show de la Lloll. 25 anys (2009) (premi Memorial Margarida Xirgu 2008-2009)[8]

### Bio
- Gaudí (1987)
- Sinatra (1987)
- Massa vell per a morir jove (1988)
- Les anges (1989)
- Ho sap el ministre? (1990)
- Què t'hi jugues, Mari Pili? (1990)
- Aquesta nit o mai. Direcció (1991)
- Ángeles S.A (2007)[9]
- Vicky Cristina Barcelona (2008)

### Television
- Tres Estrelles (1987)
- Blanc o negre (1987)
- El joc del segle (1991)
- La Lloll (1993-1996)
- El show de la Diana (1997)
- Laura (1998-1999)
- Festa Major (2002)
- Mar de fons (2006)
- Buscant La Trinca (2009)

## Utmärkelser
- Premi Ondas de TV (1992)[1]
- Premi Sebastià Gasch de teatre (1992)[1]
- Premi 10 anys, els millors de la dècada de TV3
- Premi a la Millor Actriu de televisió de l'AADPCP
- Premi Endavant de TV
- Els 7 de Regió 7
- Premi Lluís Companys d'actuació cívica
- Premi ARC cultura i espectacles, d'humor, varietats i music hall
- Premi Amic de l'Any, av den Barcelona-baserade organisationen Amics de la Ciutat, samtidigt som Celdoni Fonoll
- Premi Joan Poch de Mallerich a la trajectòria professional i personal 2008[10]
- Premi Memorial Margarida Xirgu[1] för säsongen 2008-2009, för sina insatser i El show de la Lloll. 25 anys.